# Рускол, Евгения Леонидовна
Руско́л, Евгения Леонидовна (13 февраля 1927 — 29 августа 2017) — российский физик.

## Биография
Родилась в Луганске. В 1949 году окончила МГУ. С 1949 по 1957 годы работала в Геофизическом институте АН СССР. С 1957 года — в Институте физики Земли. Доктор физико-математических наук. Работала главным научным сотрудником в Институте физики Земли.

## Научный вклад
Известна своими работами о происхождении Луны (аккреционной теории). Работала в группе Шмидта-Сафронова. Развивая идеи своего учителя, академика Отто Юльевича Шмидта, построила теорию совместного образования Земли и Луны как двойной планеты из облака допланетных тел, окружавшего когда-то Солнце. Исследовала изменение расстояния между Землей и Луной и других параметров лунной орбиты в результате приливного трения, а также влияние этого трения на тепловую историю Земли и Луны. Внесла большой вклад в изучение образования планет-гигантов и формирования их спутниковых систем.

## Семья
- Рускол, Виктор Исаакович — первый муж
- Сафронов, Виктор Сергеевич — второй муж

## Сочинения
- Рускол, Елена Леонидовна. Происхождение Луны.
- Рускол, Евгения Леонидовна. Исследование происхождения Луны [Текст] : Автореферат дис. на соискание ученой степени доктора физико-математических наук. (01.04.12) / АН СССР. Ин-т физики Земли им. О. Ю. Шмидта. — Москва : [б. и.], 1976. — 29 с.
- Рускол, Евгения Леонидовна. «Естественные спутники планет» (1986)